# Cappella dei Visconti
La cappella dei Visconti o di San Tommaso si trova tra le cappelle del fianco destro della chiesa milanese di Sant'Eustorgio, la quarta entrando sul fianco destro.

## Storia
Questa cappella venne aperta nel 1297, per Matteo Visconti, vicario imperiale e capitano del Popolo a Milano, il cui ritratto in bassorilievo si trova sulla fronte esterna della cappella, sul fianco meridionale di Sant'Eustorgio.
La cappella era realizzata secondo un impianto a piccola aula, sul quale si modellano le successive cappelle di questo lato (ad essa precedente è quella verso il presbiterio, le altre sono ad essa successive). Era originariamente affrescata, e di queste pitture restano solo in parte quelle della volta e delle parti superiori delle pareti.

## Gli affreschi della volta (i quattro evangelisti)
Le pitture più antiche sono quelle della volta. Risalgono queste agli anni tra il secondo decennio del Trecento e il 1330; l'autore, per l'espressività delle loro figure, sembra provenire dall'ambito emiliano, fattore evidenziato anche dal modo di definire la ricca varietà delle pieghe dei panneggi.
Nelle quattro vele definite dai costoloni della crociera stanno le figure dei quattro Evangelisti, inseriti in architetture prospetticamente viste. Si tratta di una prospettiva ancora ai suoi esordi, che se da una parte si richiama a Giotto, presente a Milano in quegli anni alla corte di Azzo Visconti, presenta al confronto ancora numerosi errori o incertezze nella rappresentazione spaziale. Forse la difficoltà maggiore l'artista la incontrò nell'inserire la figura umana nell'ambiente architettonico, dato che qui essa appare o troppo compressa o quasi galleggiante nello spazio prospettico, senza che i suoi piedi riescano a poggiare saldamente sul terreno come avviene per la figura di Giotto.

## La tomba di Stefano Visconti e Valentina Doria
Il monumento risale al 1359 e fu realizzato da maestri campionesi della cerchia di Bonino da Campione: il monumento si presenta allo stato attuale privo di alcune parti sottratte nei secoli al complesso. L'opera può essere idealmente suddivisa in tre parti: le colonne tortili che reggono il complesso, il sarcofago e l'edicola. Il sarcofago è ornato con i bassorilievi della Madonna col Bambino in trono tra santi e Stefano e Valentina Visconti, ed è sormontato da una statua della Vergine. L'edicola è retta da colonne tortili identiche a quelle che reggono tutto il complesso e termina in una cuspide con ai lati due sculture di Angeli e al centro un Cristo benedicente. Il complesso si presenta come un tipico lavoro del gotico già maturo del secondo Trecento dei maestri campionesi.

## Gli affreschi delle pareti

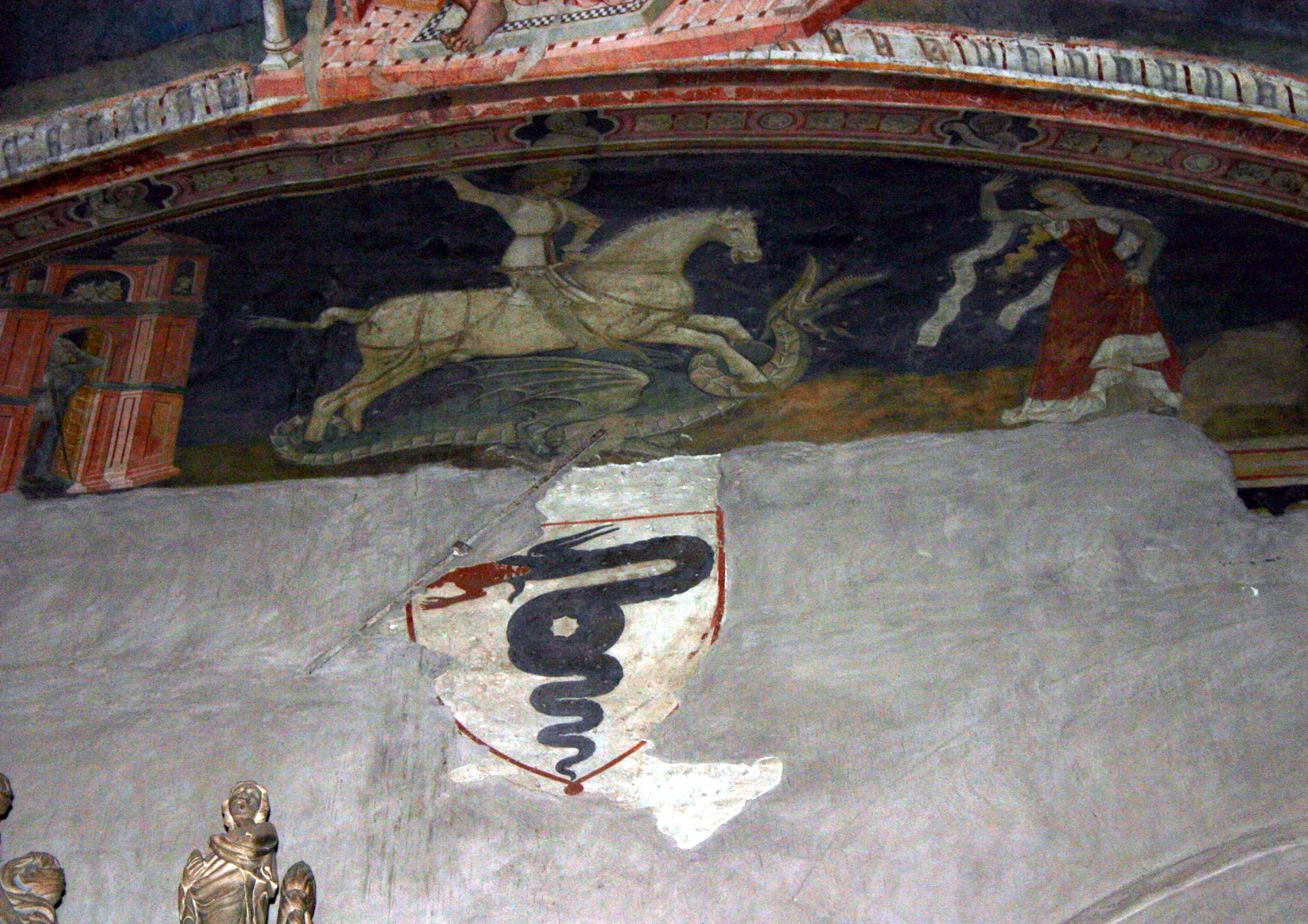
Affresco della parete del monumento funebre; in basso lo stemma col Biscione Visconteo, in alto il San Giorgio che uccide il Drago

Gli affreschi delle pareti della cappella sono successivi a quelli con gli evangelisti sulla volta. Erano stati scialbati, e vennero riscoperti e riportati alla luce scrostando un successivo intonaco nel restauro del 1868. Appartengono alla seconda metà del Trecento, successivi di poco alla collocazione del monumento sepolcrale di Stefano Visconti e Valentina Doria.
La prima pittura eseguita è quella, accanto al timpano del monumento funebre e al centro della parete, del Biscione visconteo, semplice simbolo araldico e coeovo alla tomba.
Sopra di esso, nella lunetta sotto la crociera, è un San Giorgio. Il santo guerriero appena fuori dalle mura della città è col suo cavallo sopra il drago che sta trafiggendo con la sottile lancia. A destra sta la principessa e a sinistra dalle mura della città i nobili osservano con curiosità la scena. Tale affresco viene attribuito al Maestro di Lentate, artista individuato in una serie di affreschi dell'oratorio visconteo di Lentate sul Seveso. Questa pittura non mostra caratteri specifici e si risolve nella figura araldica del santo, patrono tra l'altro di Genova, da dove veniva Valentina Doria (nell'impostazione la composizione si rapporta infatti ai San Giorgio eseguiti in Genova, per Palazzo San Giorgio ad esempio).

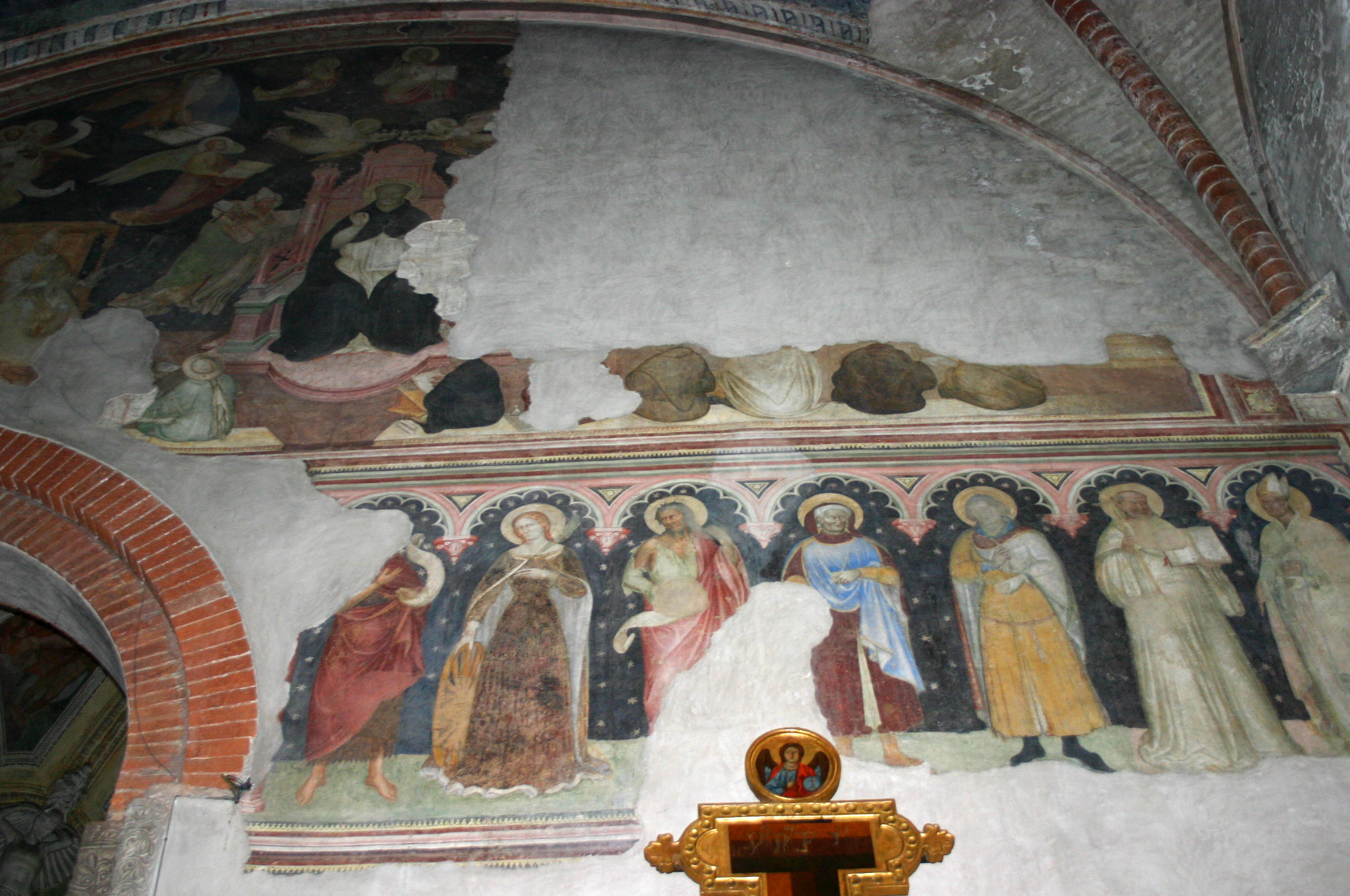
Affresco della parete dirimpetto al monumento funebre; in alto la Gloria di San Tommaso (da notare lo studente che apprende la Scienza Aristotelica accucciato a sinistra della pedana del trono del santo, vestito in abiti orientali, che rappresenterebbe l'averroismo). Nel registro inferiore la teoria di santi sotto il fregio dipinti in archetti lobati

Sulla parete opposta è l'affresco più complesso, soprattutto dal punto di vista contenutistico. Raffigura il trionfo di San Tommaso, ed è relativo alla conduzione domenicana di Sant'Eustorgio (chiesa dal 1227 definitivamente assegnata ai Domenicani). A San Tommaso era dedicata questa cappella Visconti, e in questo quadro si sottolineava il supporto teologico alla scelta dei Duchi di Milano.
L'autore si identifica con Anovelo da Imbonate, o con un maestro vicino a Giusto de' Menabuoi. Questa raffigurazione rappresenta il livello più elevato del ciclo pittorico della cappella, pittoricamente per i suoi riferimenti giotteschi, filtrati dai discepoli del grande pittore, soprattutto Giottino, o dai contatti con Giusto de Menabuoi o Giovanni da Milano, e teologicamente per i riferimenti non tutto ancora chiari.
San Tommaso sta seduto al centro della composizione, sul trono visto prospetticamente, con la veste bianca e nera dell'Ordine, la mano benedicente, il libro aperto simbolo della Dottrina (analoghi riferimenti al libro aperto sono nei santi in bassorilievo sul fronte del sottostante sarcofago di Stefano e Valentina). Si propone una esemplificazone della Summa Teologica di Tommaso; in alto nel Cielo volteggiano gli Angeli, al centro sta il Cristo Benedicente, tutt'intorno i simboli degli Evangelisti e i Profeti ancora con il Libro aperto in mano a mostrare i loro riferimenti al Sacro Testo. Il trono di San Tommaso è affiancato dai Dottori della Chiesa, seduti nei seggi che lo attorniano (San Girolamo col cappello rosso da cardinale, rappresentante della scienza religiosa e teologica, Sant'Agostino, ecc. Sotto a queste figure sono i Santi che simboleggiano l'apprendimento, e in positivo e in negativo: un monaco discepolo di Tommaso sulla destra, e dalla parte opposta alcuni eretici, come quello visto di spalle con abiti orientali e il cappello a larghe tese. Altri busti di profeti sono dipinti a monocromo sulla cornice che racchiude questo quadro principale, che mostrano i loro cartigli srotolati.

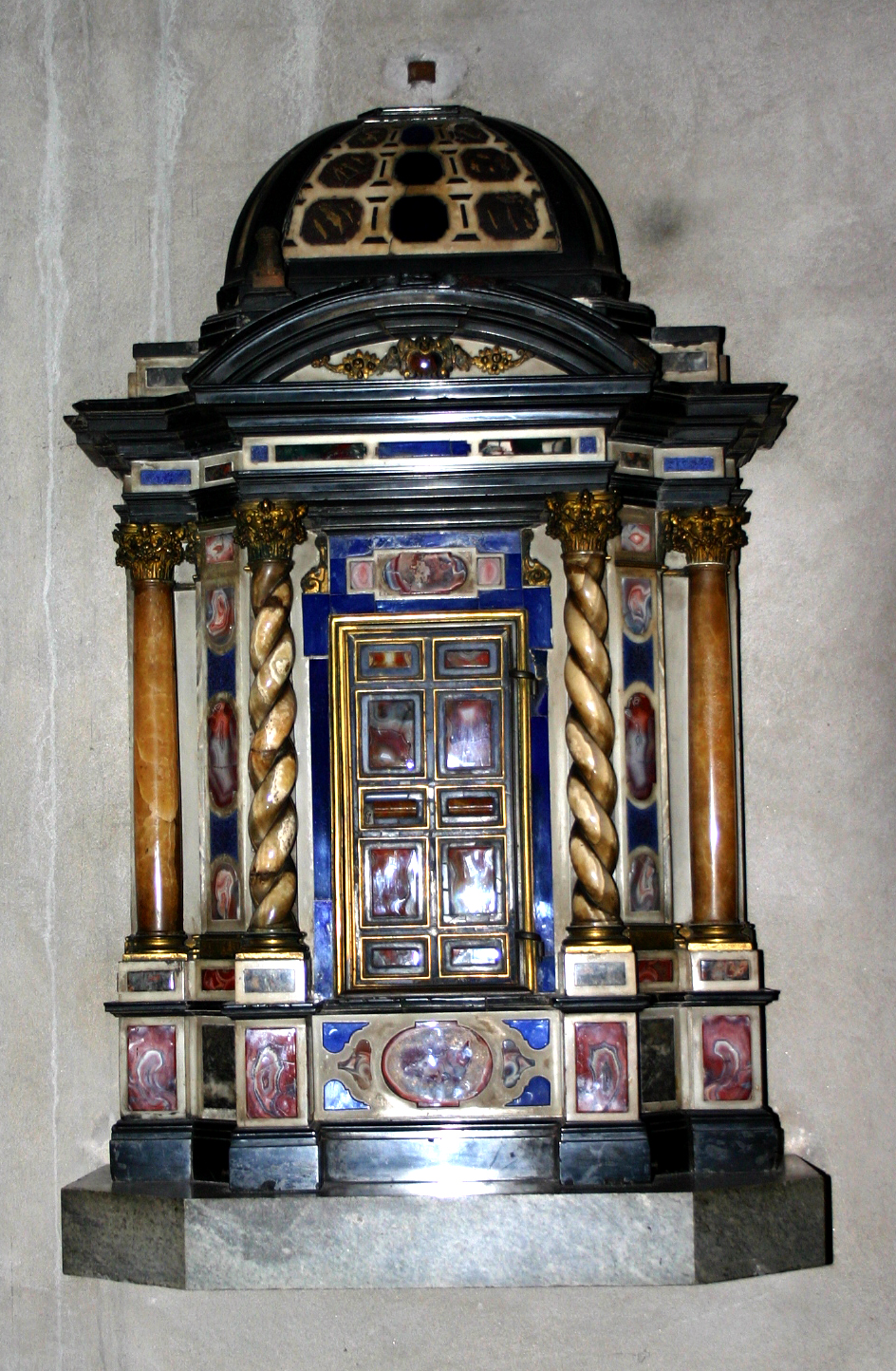
tabernacolo dell'altare, unico elemento lasciato delle sovrapposizioni dei secoli XVII-XVIII

L'elemento preso a riferimento nel campo ereticale era Averroè, il che spostava il clima nella disputa intellettuale. Va inoltre notato come il personaggio vestito all'orientale che lo rappresenta stia tra coloro che apprendono quali studenti la scienza - nel caso l'Aristotelismo - da Tommaso. L'averroismo contendeva alla tomistica la supremazia sull'interpretazione di Aristotele, e la sua corrente di pensiero era in Italia condotta da pensatori quali Taddeo di Parma ed Angelo da Arezzo, che sulle orme del pensiero portato all'Università di Parigi da Giovanni di Jandun, avevano portato questo insegnamento nell'Università di Bologna, e nello stesso periodo si era affermata anche una corrente averroistica all'Università di Padova. Si trattava pertanto di una disputa essenzialmente teologica, pertanto la scena poteva essere più pacata rispetto al caso in cui si fossero considerati degli elementi albigesi, o la stessa lotta agli eretici Catari, dove Tommaso sarebbe apparso invece in posizioni di violenta repressione sull'eresia (ad esempio nell'atto di schiacciare un eretico). Il clima va inoltre probabilmente ricondotto ad un'operazione di riconciliazione, operata dai Domenicani di Sant'Eustorgio, la cui autorevolezza era assicurata dall'aver contato tra i loro membri San Pietro Martire, tra la chiesa ufficiale e i Visconti, massimi esponenti del ghibellinismo italiano, dei quali nel 1320 il pontefice Giovanni XXII aveva scomunicato per eresia nel 1320 l'arcivescovo Giovanni con i fratelli, tra cui appunto Stefano Visconti, sepolto in questa cappella.
Sotto il quadro principale sta una rassegna di Santi, inseriti in una serie di arcatelle dipinte, il cui disegno rimanda a quello dell'arco del monumento funebre dirimpettaio per l'ornamento lobato dal ricamo di semicerchi. Tra questi santi sono San Giovanni Battista, Santa Caterina, San Lazzaro, Sant'Enrico, un Santo Cavaliere, un Santo Abate, un Santo Vescovo. Per lo stile sarebbero cronologicamente riconducibili agli anni '70 del Trecento.

## Il crocifisso dipinto

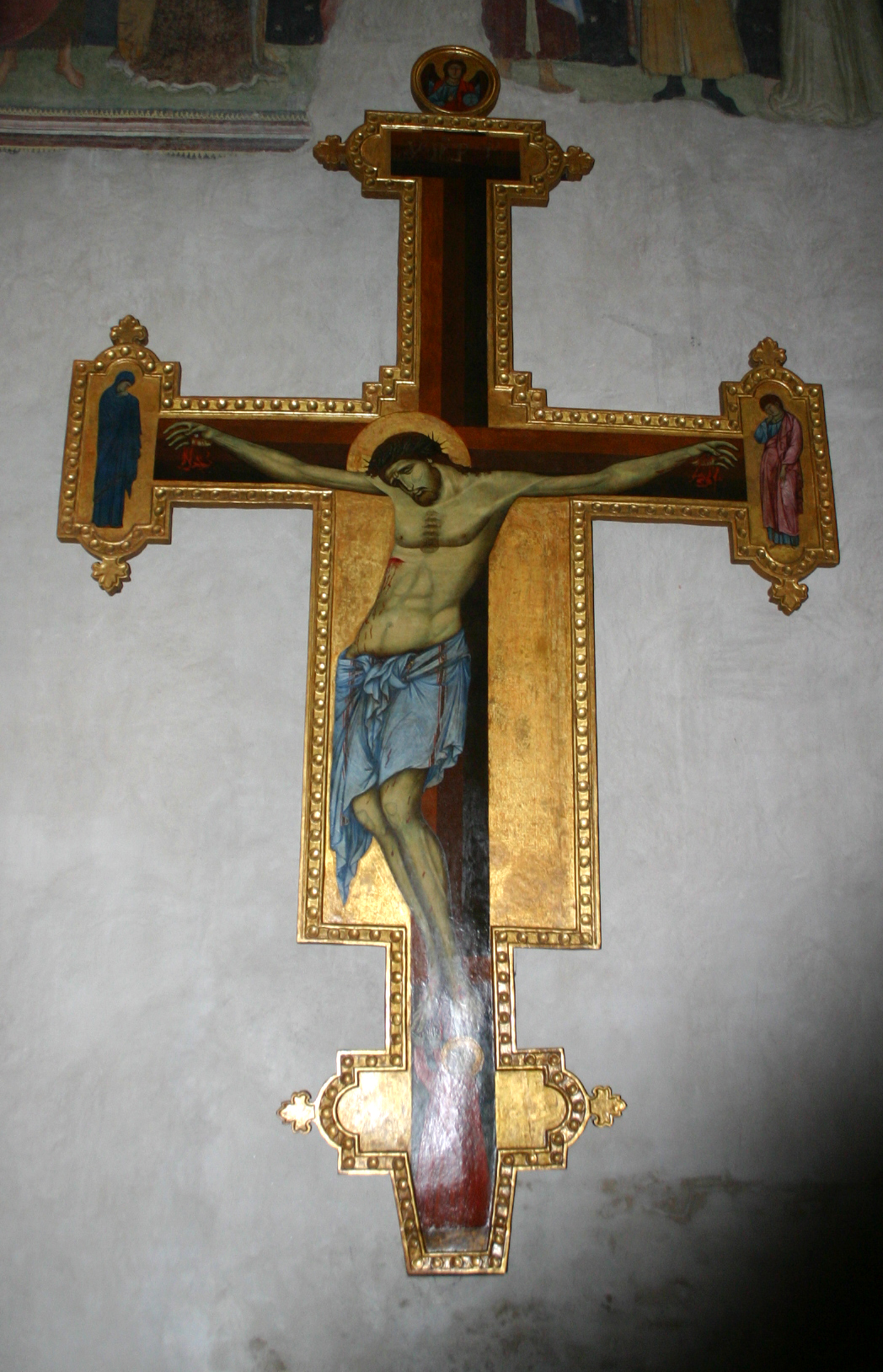
Crocifisso del XIII secolo.

La cappella ospitava un'altra opera del tardo XIII secolo, precedente alla sua costruzione e quindi originariamente posta in altra collocazione, opera che riveste una notevole importanza nella storia della chiesa di Sant'Eustorgio.

Si tratta del crocifisso oggi spostato sopra all'altare maggiore, dipinto su legno del tipo del Cristo Patiens, opera di un ignoto maestro operante tra Padova e Venezia tra il 1270 e il 1315. Esso fu portato in Sant'Eustorgio nel 1288 da Fra Gabio da Cremona e collocato inizialmente al centro della chiesa dove appunto è stato ricollocato in tempi recenti.

L'autore è stato individuato nello stesso pittore che aveva affrescato a Padova la cappella Dotto nella chiesa degli Eremitani, al suo tempo noto come una delle maggiori personalità attive nell'area veneta tra la fine del XIII e l'inizio del XIV secolo, nell'epoca che precede la rivoluzione giottesca.

Appartenente alla generazione cronologicamente prossima o subito successiva a quella di Cimabue, questo artista sa collegare la tradizione bizantina del Cristo Patiens alle nuove esigenze plastico-spaziali delle innovazioni cimabuesche, facendo sua la meniera di rendere il modellato mediante le ombreggiature sfumate. Nei particolari inoltre si stacca decisamente dall'elegante ma tendenzialmente astratta linearità bizantina, ad esempio nel panneggio, e si concentra nella restituzione naturalistica di una serie di particolari naturalistici, ad esempio il sangue che lentamente sta impregnando il perizoma, colando in due strisce verticali.

Il riferimento tipologico era quello del Cristo Patiens, la cui diffusione era stata avviata dagli ordini Mendicanti, soprattutto quello Francescano. In questo caso abbiamo uno dei pochi esempi rimasti dell'adozione della medesima tipologia da parte dell'Ordine Domenicano, del quale illustre predecessore era stato il crocifisso di Giunta Pisano in San Domenico a Bologna, del 1250-1254.

Sull'onda dell'emozione che l'arrivo di questa croce aveva portato in Sant'Eustorgio e in genere in Milano, fu eseguita, sempre in Sant'Eustorgio, la riproduzione della sua tipologia, quella del Cristo Patiens nell'affresco, di cui resta un frammento, dipinto all'interno della chiesa, sul settimo pilastro a destra della navata centrale.

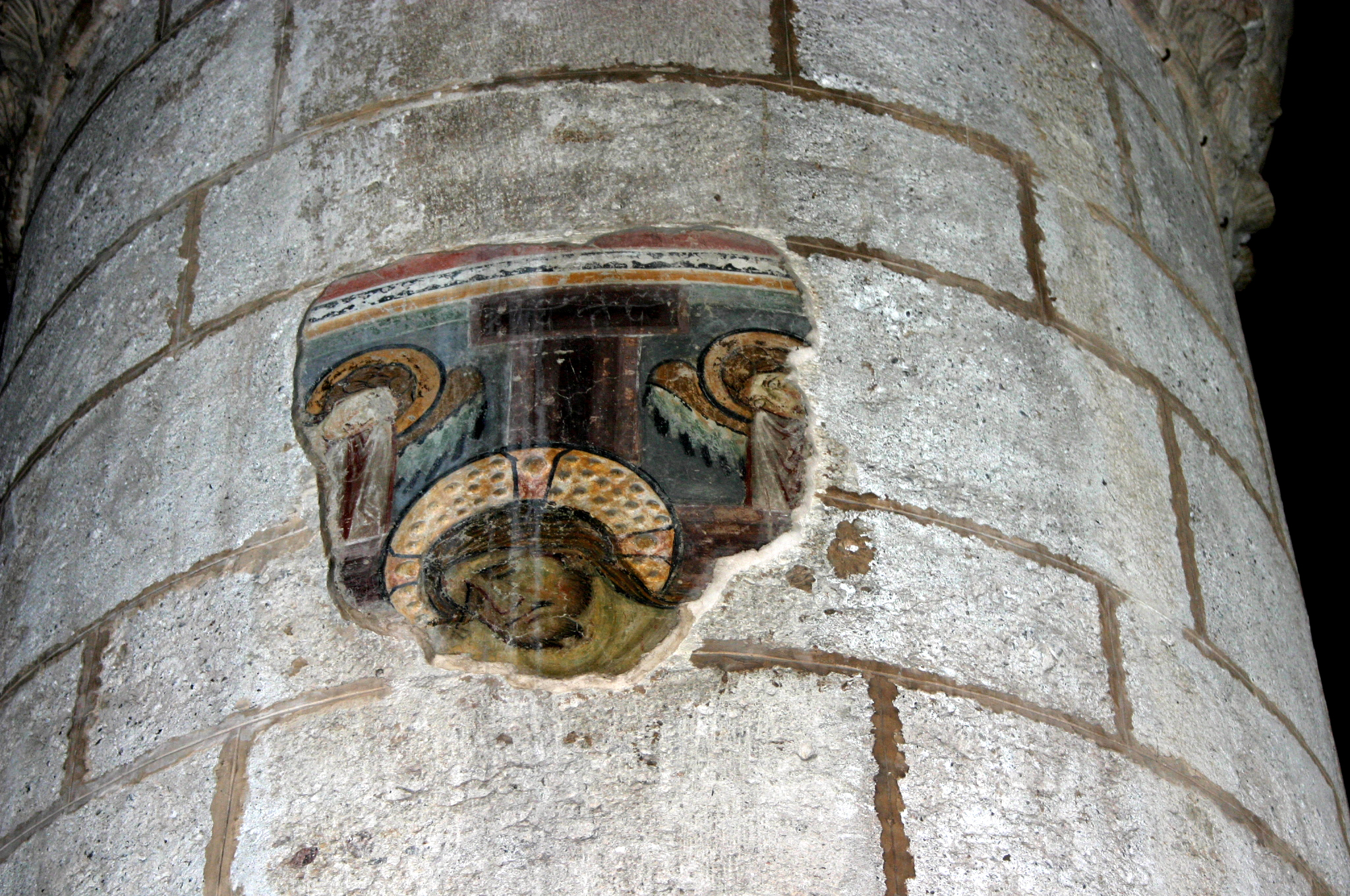
Il Cristo Patiens, frammento di affresco tardo duecentesco riscoperto sul pilastro della navata di Sant'Eustorgio

Di questo dipinto non ne rimane che un frammento, nel quale però si legge bene il volto del Cristo Patiens. Dietro al suo capo emerge l'asse della Croce con il cartello, simmetricamente disposti sul retro due angeli lo sorreggono. Il volto, benché sintetizzato, riproduce quello della croce lignea della cappella Visconti; rispetto a questa viene meno il naturalismo spinto, troviamo per esempio la chioma senza le definizioni particolareggiate delle ciocche schiacciate dalla corona di spine e appiccicate al corpo per un misto di sudore e sangue, e anzi genericamente descritta dalle linee ondulate alla maniera grafica corrente; tuttavia l'esempio precedente comporta l'accentuazione del carattere patetico dell'espressione, che procede oltre i limiti delle inibizioni formali bizantineggianti. La datazione per questo frammento è collocata attorno al 1290; e l'autore sarebbe stato identificato con il cosiddetto maestro di San Giovanni in Conca.